# Олександр Фальґ'єр
Жан Олександр Жозеф Фальг'єр (фр. Alexandre Falguière; 7 вересня 1831, Тулуза — 20 квітня 1900, Париж) — французький художник і скульптор.

## Життя та творчість
Олександр Фальг'єр народився 7 вересня 1831 року у Тулузі. Навчався у майстерні скульптора Франсуа Жуффруа. Потім мешкав як вільний художник у Парижі. 1859 року Французька академія присудила йому Римську премію.
У 1864 році він дебютував на Паризькому салоні зі своєю скульптурою «Переможець у півнячому бою», що заслужила позитивні оцінки за свою натуралістичність. Через чотири роки на Паризькому салоні його робота «Тарцизій, християнський мученик» була удостоєна почесної медалі.
Під творчим впливом Жана-Батиста Карпо Фальг'єр дедалі більше схилявся до натуралізму мистецтво. Приблизно з 1870 його роботи стають широко відомими; скульптор отримує численні замовлення, у тому числі для прикраси Нової опери (1869) та Французького театру (Théâtre français) (1872). Для свого рідного міста Тулузи Фальг'єр створив в 1875 алегоричну скульптуру Швейцарія, підтримувана французьким гвардійцем, в 1878, для міста Макон — статую поета Альфонса де Ламартіна.
Починаючи з 1873 року Фальг'єр займався переважно пейзажним та портретним живописом. Перебував під творчим впливом художника Жана-Жака Енне, намагаючись підкреслити у своїх полотнах гру світлотіні.
1878 року Фальг'єр став офіцером ордена Почесного легіону. У 1896 році він створив статую Танцівниця. При цьому скульптору позувала відома артистка Клео де Мерод, що спричинило скандал у суспільстві.
Олександр Фальг'єр помер 20 квітня 1900 року у Парижі.
Серед його відомих учнів Маріус Антонен Мерсьє, Гастон Шнегг та Люсьєн Шнегг.

## Галерея

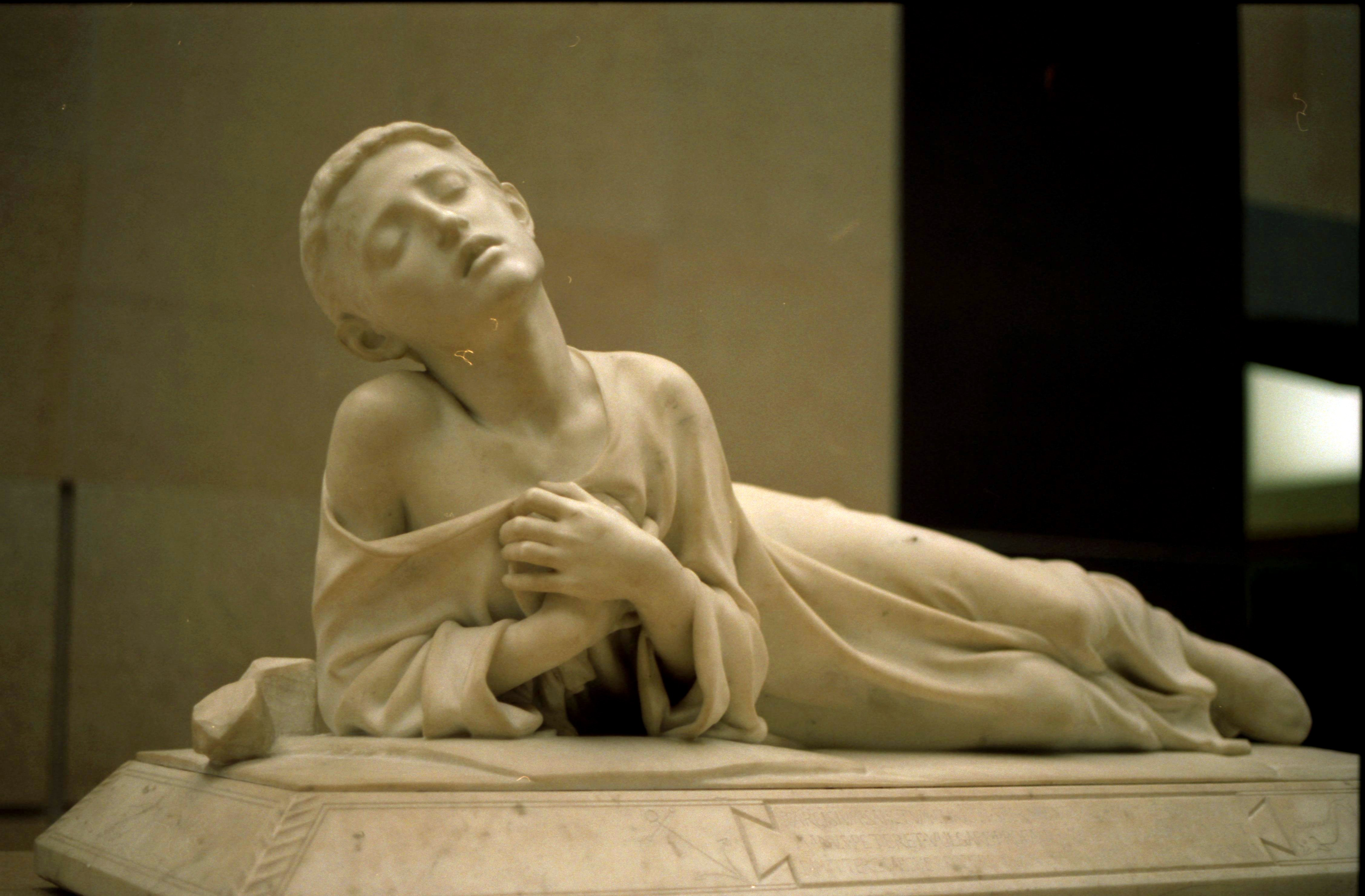
Тарсіцій, христианський мученик (1868)
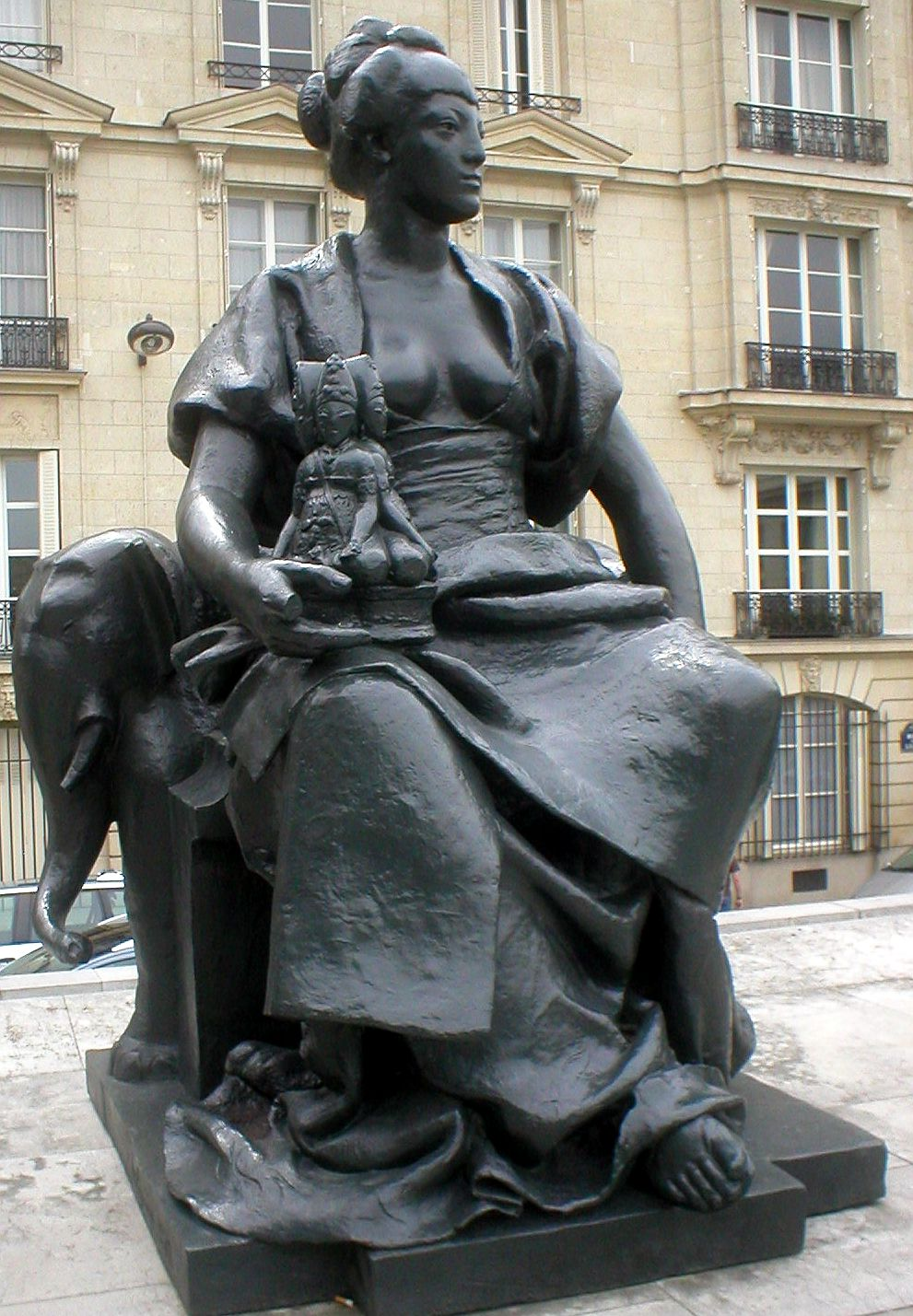
Азія (1878)
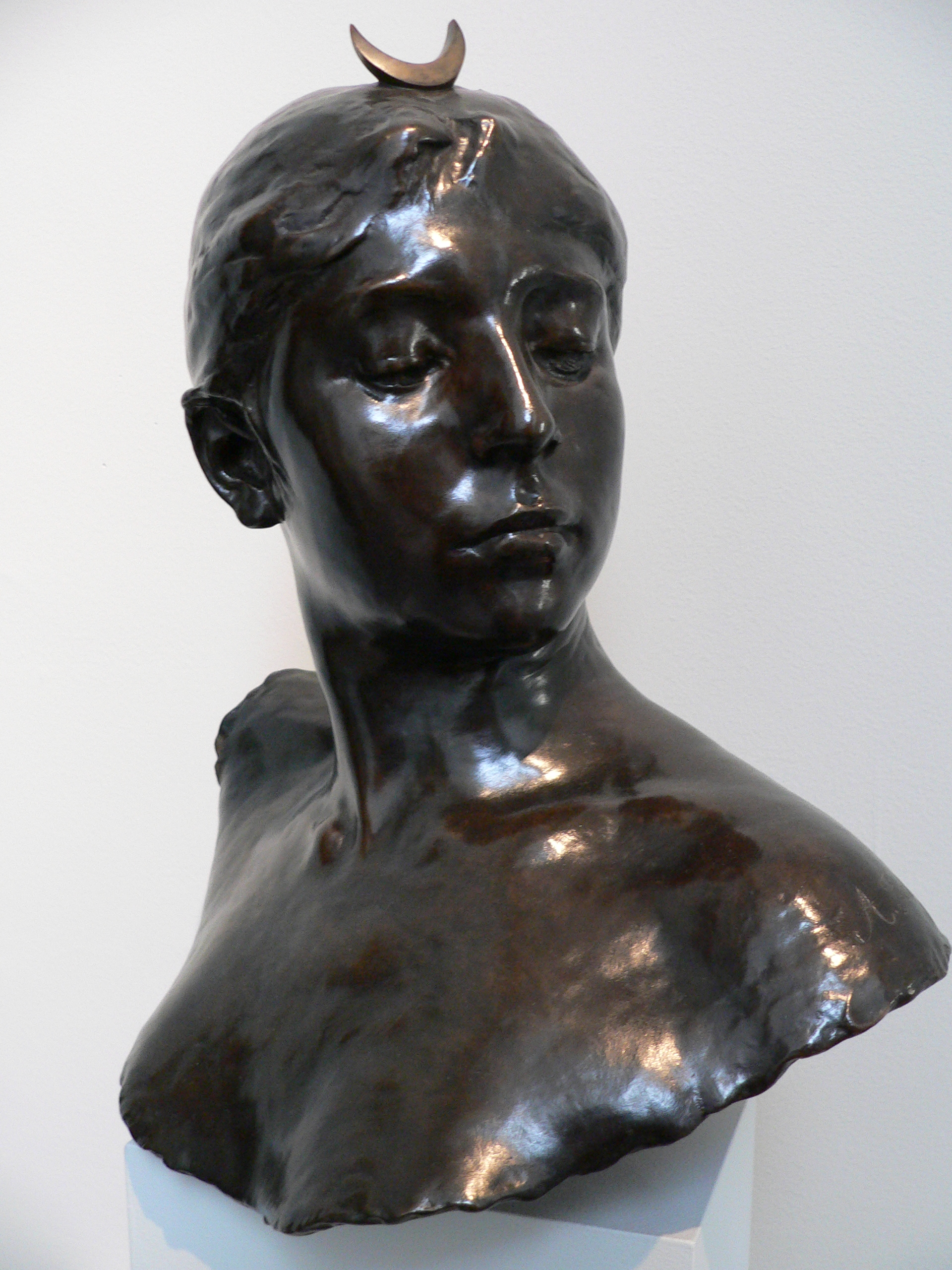
Діана (1882)
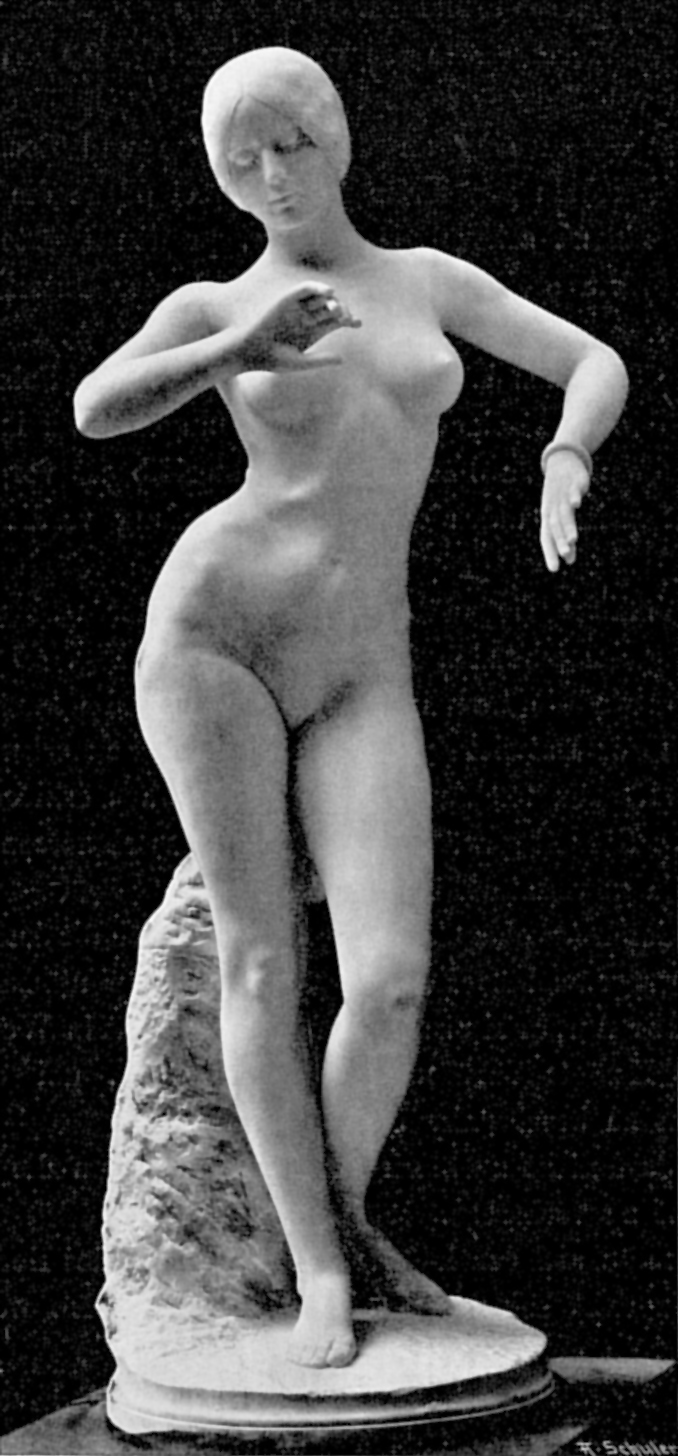
Танцівниця (1896)
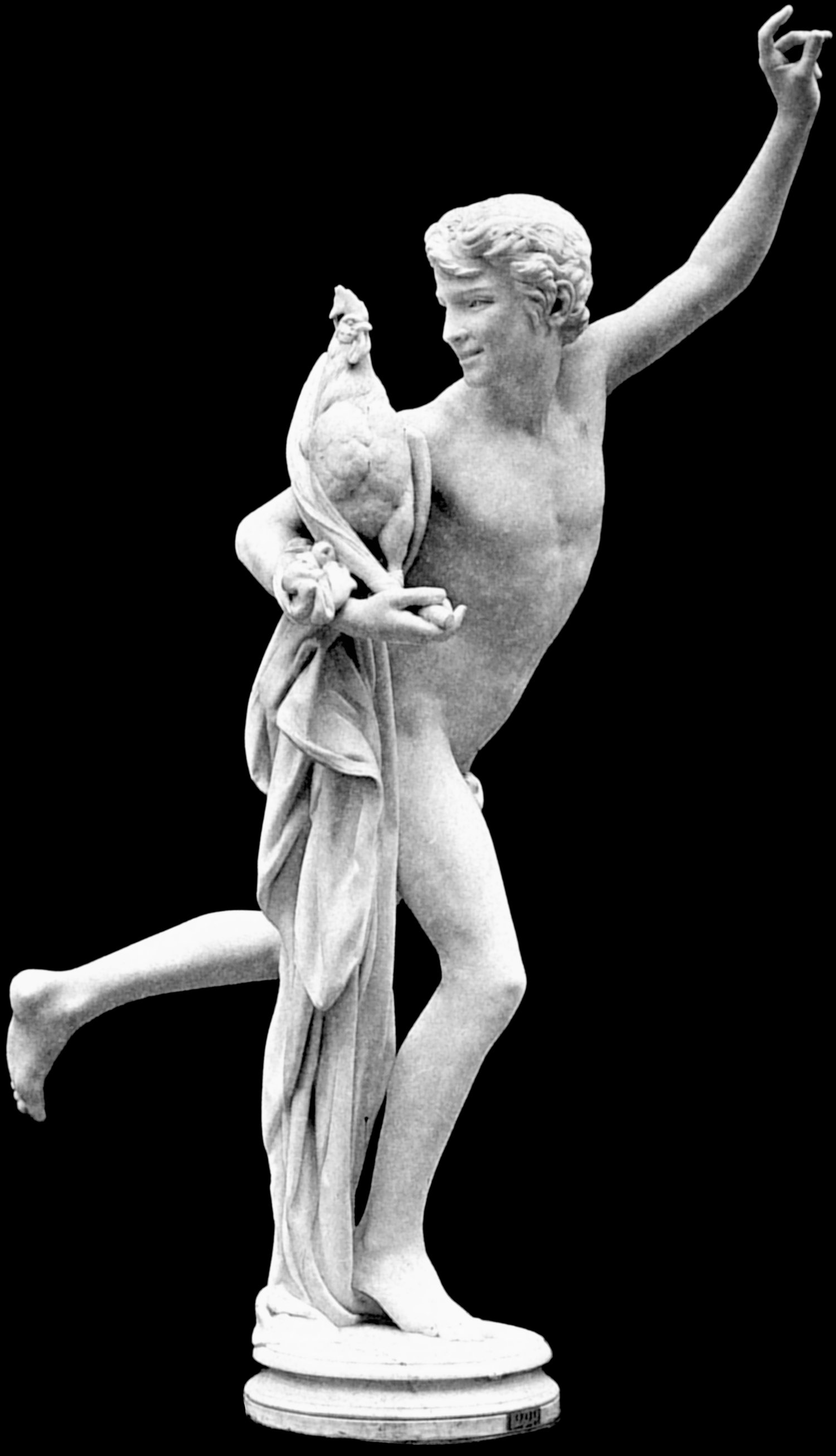
Переможець у півнячому бою (1864)
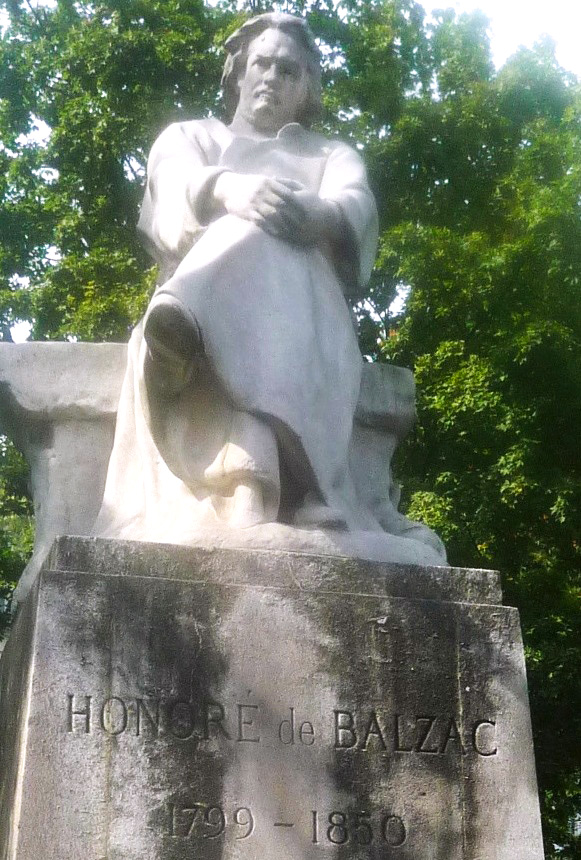
Оноре де Бальзак